# Olaf Scholz
Olaf Scholz (ur. 14 czerwca 1958 w Osnabrücku) – niemiecki polityk i prawnik. Działacz Socjaldemokratycznej Partii Niemiec (SPD), jej sekretarz generalny w latach 2002–2004, wiceprzewodniczący w latach 2009–2019 oraz p.o. przewodniczącego w 2018. Deputowany do Bundestagu, minister pracy i spraw społecznych (2007–2009), burmistrz Hamburga (2011–2018), wicekanclerz oraz minister finansów (2018–2021), w latach 2021–2025 kanclerz Niemiec.

## Życiorys

### Wykształcenie i działalność zawodowa
Urodził się w rodzinie od pokoleń związanej z Hamburgiem, jego rodzice byli kupcami tekstylnymi, mieszkali w dzielnicy Altona. Po uzyskaniu matury w Gymnasium Heegen studiował prawo na Uniwersytecie Hamburskim. W 1985 podjął praktykę w zawodzie adwokata w ramach kancelarii prawniczej Zimmermann, Scholz und Partner w Hamburgu, specjalizował się w prawie pracy. W latach 1990–1998 pracował także w Zentralverband deutscher Konsumgenossenschaften, organizacji zrzeszającej spółdzielnie konsumenckie.

### Działalność polityczna do 2021
W 1975 przystąpił do SPD, angażując się również w działalność w jej młodzieżówce Jusos, w której w latach 1982–1988 pełnił obowiązki wiceprzewodniczącego. Od 1987 do 1989 pełnił również obowiązki wiceprezesa IUSY. Od 1994 do 2000 stał na czele organizacji partyjnej w dzielnicy Altona, a w latach 2000–2004 był przewodniczącym SPD w Hamburgu. W 2001 wybrano go do zarządu federalnego partii, a od 2002 do 2004 sprawował funkcję jej sekretarza generalnego (ustąpił po tym, jak z przywództwa w partii zrezygnował Gerhard Schröder). W latach 1998–2001 i 2002–2011 zasiadał w Bundestagu, uzyskując mandat w okręgu jednomandatowym Hamburg-Altona. Był przewodniczącym frakcji SPD w komisji ds. zbadania tzw. afery wizowej. W 2001 przez krótki okres pełnił obowiązki senatora ds. wewnętrznych w administracji Hamburga.
Po wyborach w 2005 objął funkcję przewodniczącego klubu parlamentarnego SPD. W listopadzie 2007 otrzymał nominację na urząd ministra pracy i spraw społecznych w rządzie Angeli Merkel, zastąpił na tym stanowisku Franza Münteferinga. Po porażce wyborczej SPD w wyborach w 2009 objął ponownie obowiązki przewodniczącego partii w Hamburgu, a w listopadzie tegoż roku zakończył pełnienie funkcji ministra.
Od 2011 był wybierany na posła do hamburskiego parlamentu. 7 marca 2011 został burmistrzem Hamburga. Utrzymał to stanowisko również po wyborach regionalnych w 2015. W lutym 2018, po rezygnacji złożonej przez Martina Schulza, został komisarycznym przewodniczącym SPD. Pełnił tę funkcję do kwietnia 2018, gdy na czele partii stanęła Andrea Nahles.
W marcu 2018 został wicekanclerzem oraz ministrem finansów w czwartym rządzie Angeli Merkel, pełnił te funkcje przez cały okres działania tego gabinetu (do grudnia 2021). W 2019 ubiegał się o przywództwo w SPD (w parze z Klarą Geywitz), przegrywając jednak w drugiej turze partyjnych wyborów.

### Kanclerz Niemiec
W sierpniu 2020 władze SPD ogłosiły go kandydatem na kanclerza w wyborach do Bundestagu w następnym roku. W głosowaniu z września 2021 socjaldemokraci uzyskali najwięcej mandatów w Bundestagu, Olaf Scholz został wybrany na posła z Brandenburgii.
SPD podjęła rozmowy koalicyjne z Zielonymi i Wolną Partią Demokratyczną celem utworzenia tzw. koalicji sygnalizacji świetlnej i powołania rządu z Olafem Scholzem na czele. Szczegóły zawartego porozumienia upubliczniono 24 listopada 2021, a umowa koalicyjna została ostatecznie podpisana 7 grudnia 2021. 8 grudnia 2021 Bundestag zatwierdził powołanie Olafa Scholza na urząd kanclerza; za głosowało 395 członków tej izby, przeciw 303, a 6 wstrzymało się od głosu. Tego samego dnia dokonano zaprzysiężenia członków nowego rządu, który w konsekwencji rozpoczął urzędowanie.
W listopadzie 2024 liberałowie opuścili koalicję rządową. 16 grudnia tego samego roku Bundestag nie udzielił kanclerzowi wotum zaufania. Skutkowało to rozpisaniem na luty 2025 przedterminowych wyborów parlamentarnych, w których ponownie był kandydatem SPD na kanclerza. W wyborach tych jego formacja zajęła trzecie miejsce za chadecją i AfD; Olaf Scholz uzyskał wówczas poselską reelekcję. Urząd kanclerza sprawował do 6 maja 2025, kiedy to Bundestag powołał Friedricha Merza z CDU na kaclerza, a także zaprzysiężono członków nowego gabinetu.

## Życie prywatne
Żonaty z Brittą Ernst, polityk SPD z Hamburga. Para mieszkała w Altonie, w 2018 przeprowadziła się do Poczdamu.